# Hedvig Charlotta Lagerqvist
Hedvig "Lotta" Charlotta Lagerqvist, gift Wegelin, född 19 juni 1783, död 14 maj 1849 i Stockholm, var en svensk skådespelerska.
Lagerqvist föddes som dotter till "löparen" vid Lovisa Ulrikas stallstat. Hon var elev till Anne Marie Milan Desguillon. Därefter var hon verksam vid Kungliga Operan och Dramaten åren 1800–1807.
Lagerqvist gifte sig med brukspatronen Johan Henrik Wegelin av den borliga släkten Wegelin, och i äktenskapet föddes flera barn. Hon avled den 14 maj 1849, vid en ålder av 65 år.
Lagerqvist finns avbildad jämte hennes dotter Johanna Charlotta.